# Suillellus mendax
Suillellus mendax (Vizzini, Simonini, Ercole et Voyron) Vizzini, Simonini et Gelardi 2014 (syn. Boletus mendax) je teplomilná hřibovitá houba. Patří k druhům s modrou oxidací dužniny a v některých ohledech připomíná hřib koloděj (Boletus luridus). Popsán byl v roce 2013 italskými mykology a jimi o rok později přesunut do rodu Suillellus.

## Taxonomie
Suillellus mendax v březnu 2013 odborně popsali italští mykologové Alfredo Vizzini, Giampaolo Simonini, Enrico Ercole a Samuele Voyron. Samotná houba byla známa již před tímto datem, ale určována jako hřib koloděj (Boletus luridus), případně hřib koloděj var. kavkazský (Boletus luridus var. caucasicus). Biomolekulární analýzou bylo potvrzeno, že B. luridus a B. mendax jsou geneticky odlišné druhy.

## Vzhled

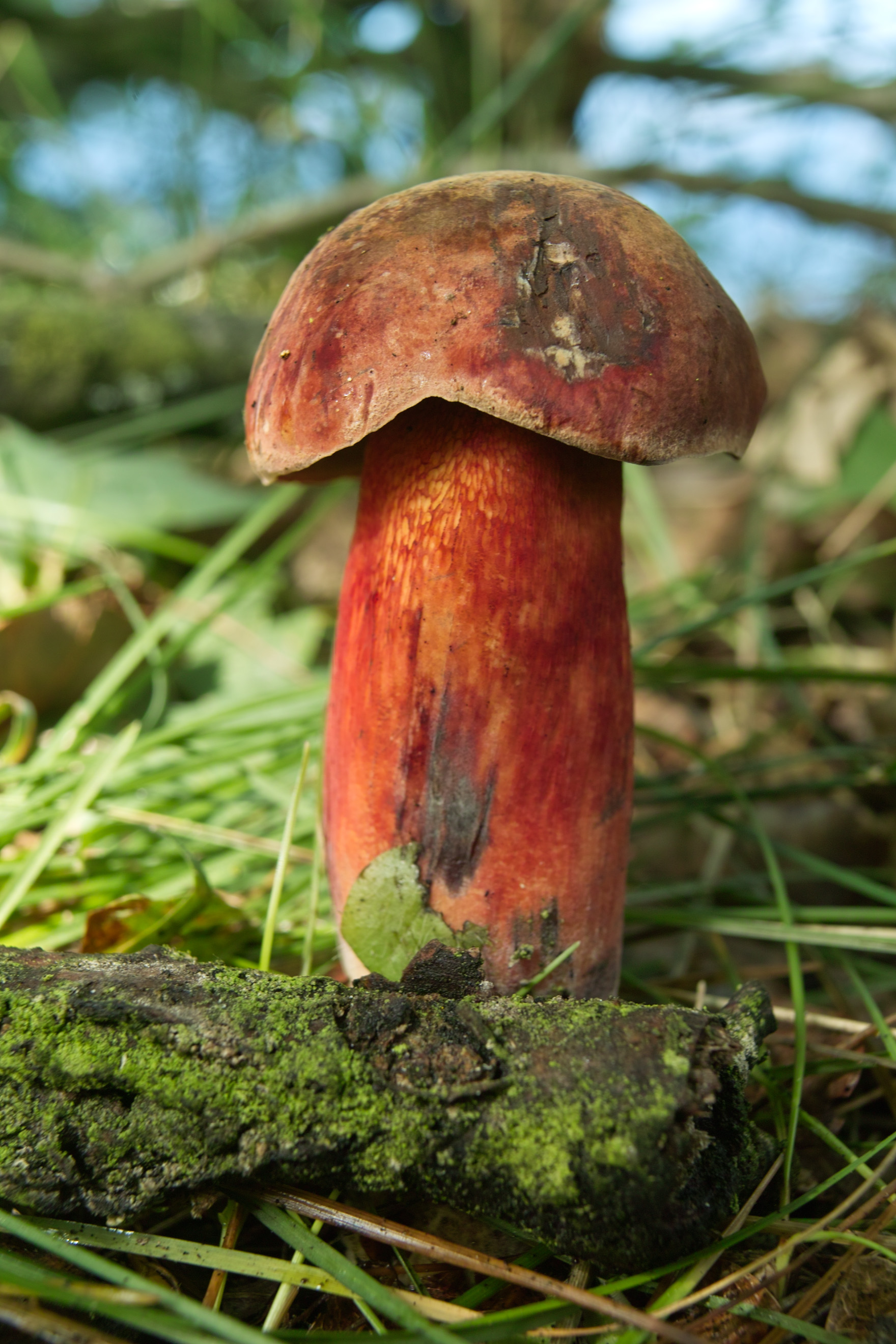
Mladá plodnice s hnědočerveným povrchem klobouku

### Makroskopický
Klobouk dosahuje 40 až 120 (200) milimetrů v průměru, zprvu je polokulovitý, později klenutý, zřídka rozprostřený - mnohdy s tupým vlnitě-laločnatým okrajem. Zbarvení povrchu dosahuje značné variability a závisí také na počasí. Mladé plodnice jsou zprvu obvykle plavě olivové, za sucha mají tendenci tmavnout do šedoolivova, při mokrém počasí se barví do karmínových odstínů. Ty se buďto objevují po celém povrchu klobouku, nebo je karmínovorůžový pouze okraj, zatímco střed zůstává plavoolivový. Mladé plodnice vyvinuté za vlhkého počasí bývají růžovokarmínově šedé a za sucha přecházejí do plavělískové až postupně do tmavších tabákových odstínů, nebo do tónů hřibu koloděje, případně se zbarví kaštanově hnědě s červenavými či olivovými zónami a světlejším okrajem. Povrch má sametový, později plstnatý, nikdy lesklý či lepkavý. Za vlhkého počasí po poškození intenzivně modrá.
Rourky bývají 8 až 12 (18) milimetrů dlouhé, zprvu chromově žluté, později olivové, na řezu tmavě modrající. Póry okrouhlé, malé, červenohnědé až šarlatové. Ve stáří se odbarvují do světlé oranžově olivové.
Třeň 40 až 120 milimetrů dlouhý, 8 až 30 (50) milimetrů široký, válcovitý, někdy zahnutý nebo mírně ztloustlý, na bázi ztenčený, mírně kořenující. Povrch červenooranžový, pouze ve svrchních partiích žlutý (velmi vzácně celý žlutooranžový nebo žlutý), záhy celý červený, karmínový, purpurový, směrem k bázi tmavší. Třeň kryje síťka, která je ale často nevýrazná, redukovaná, obvykle vyvinutá jen v horní části, jen výjimečně se objevuje na celém povrchu. Zbarvená je ve tmavších odstínech než podklad. Spodní část kryjí tmavě šarlatová až tmavě purpurovočervená zrníčka, někdy zčásti překrytá síťkou. U starších exemplářů se může na bázi objevit tabákově hnědá plsť.
Dužnina citronově až chromově žlutá, výrazněji v klobouku a vrcholu třeně. V bázi třeně zbarvená jako červená řepa. Na řezu indigově modrá, obzvlášť výrazně v bázi třeně. Battailova linie je přítomná zhruba na 80 % sběrů.

### Mikroskopický
Výtrusný prach je zlatavě žlutý, v Melzerově činidle hnědý s fialovým odstínem. Spory mají téměř vřetenovitý tvar s málo zřetelnou, ale vždy přítomnou suprahilární depresí. Dosahují (12,4) 13,3 - 14,7 (15,5) × (4,5) 4,9 - 5,5 (5,7) μm.

## Výskyt
Roste v teplých oblastech, originální italská diagnóza uvádí výskyt pod kaštanovníkem setým, bukem lesním, dubem cerem, dubem korkovým a dubem cesmínovitým. Pravděpodobně se vyskytuje i pod dalšími druhy dubů (dub červený, dub letní). V Itálii byl pozorován především na kyselých křemičitých půdách v nadmořských výškách mezi 500 a 1200 m n. m.

## Rozšíření
Je znám z Itálie; pravděpodobně se vyskytuje i v teplých oblastech dalších evropských zemí. Zprávy o výskytu pocházejí také z České republiky, Rakouska a Slovenska.

## Záměna
- Hřib Dupainův (Rubroboletus dupainii) - živější barvy, obvykle mohutnější třeň, bez síťky, často se žlutou zónou
- Hřib kavkazský (Boletus luridus var. caucasicus) - znaky shodné s kolodějem, síťka redukovaná
- Hřib koloděj (Suillellus luridus) - obvykle mohutnější, roste i pod lipami, často silnější třeň a výraznější síťka
- Hřib Quéletův (Suillellus queletii) - postrádá síťku, na třeni bývají výrazněji zastoupené žluté tóny

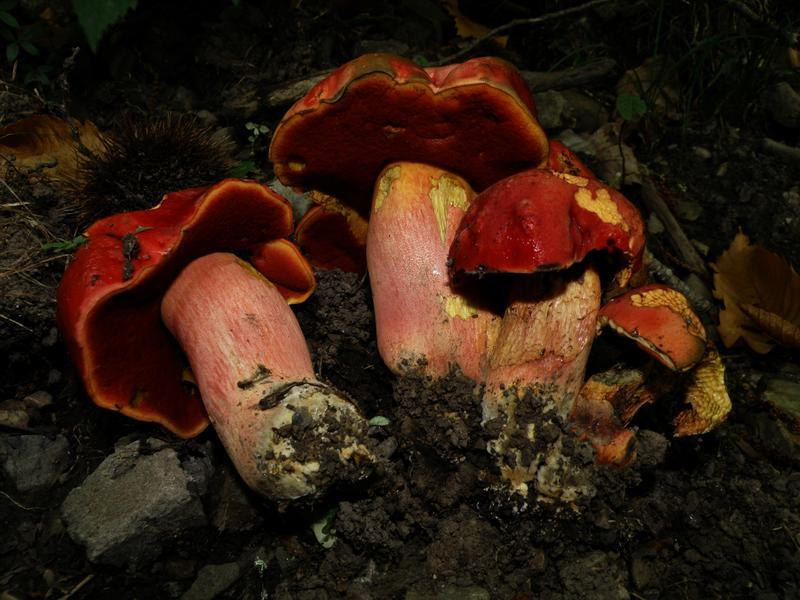
hřib Dupainův
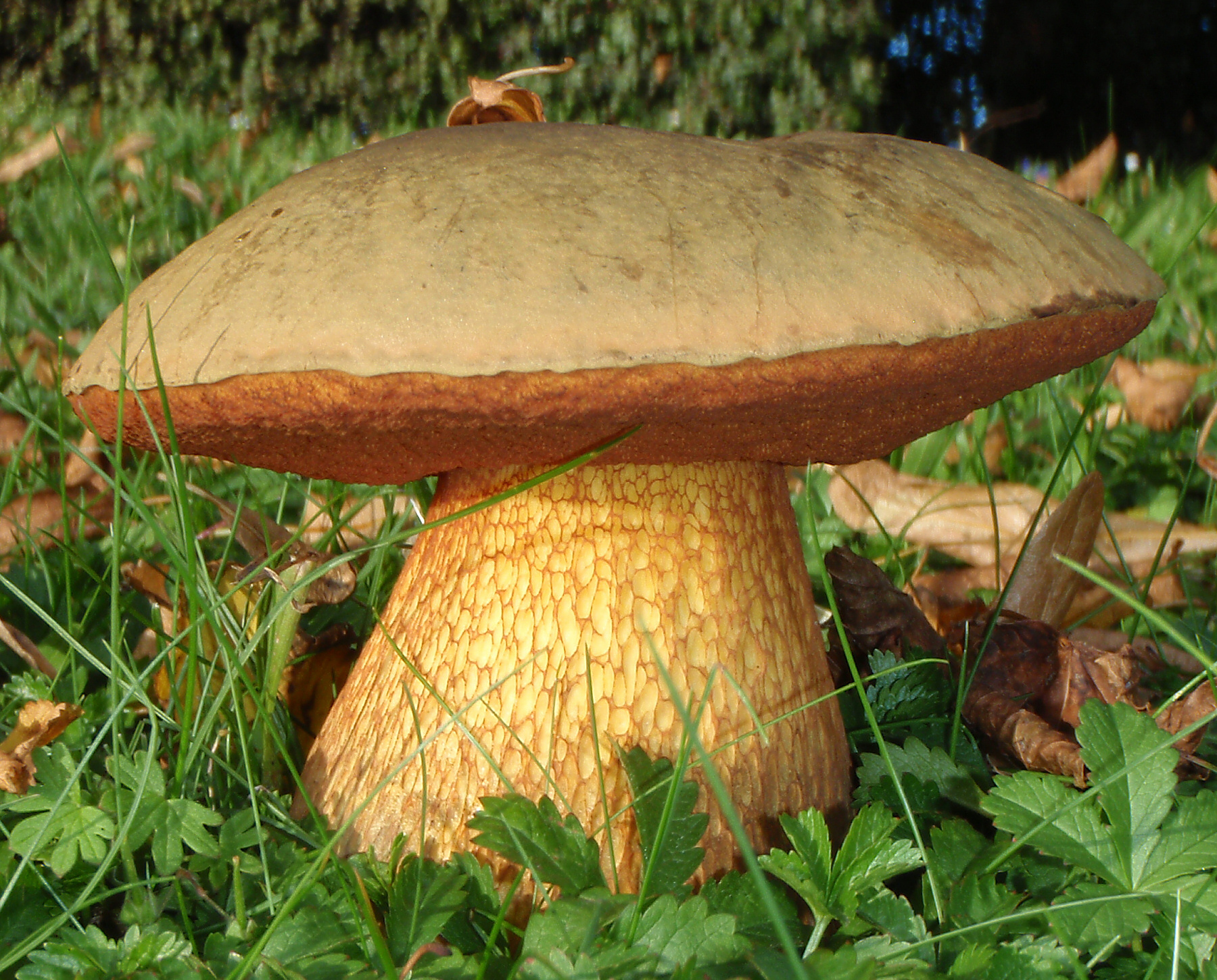
hřib koloděj
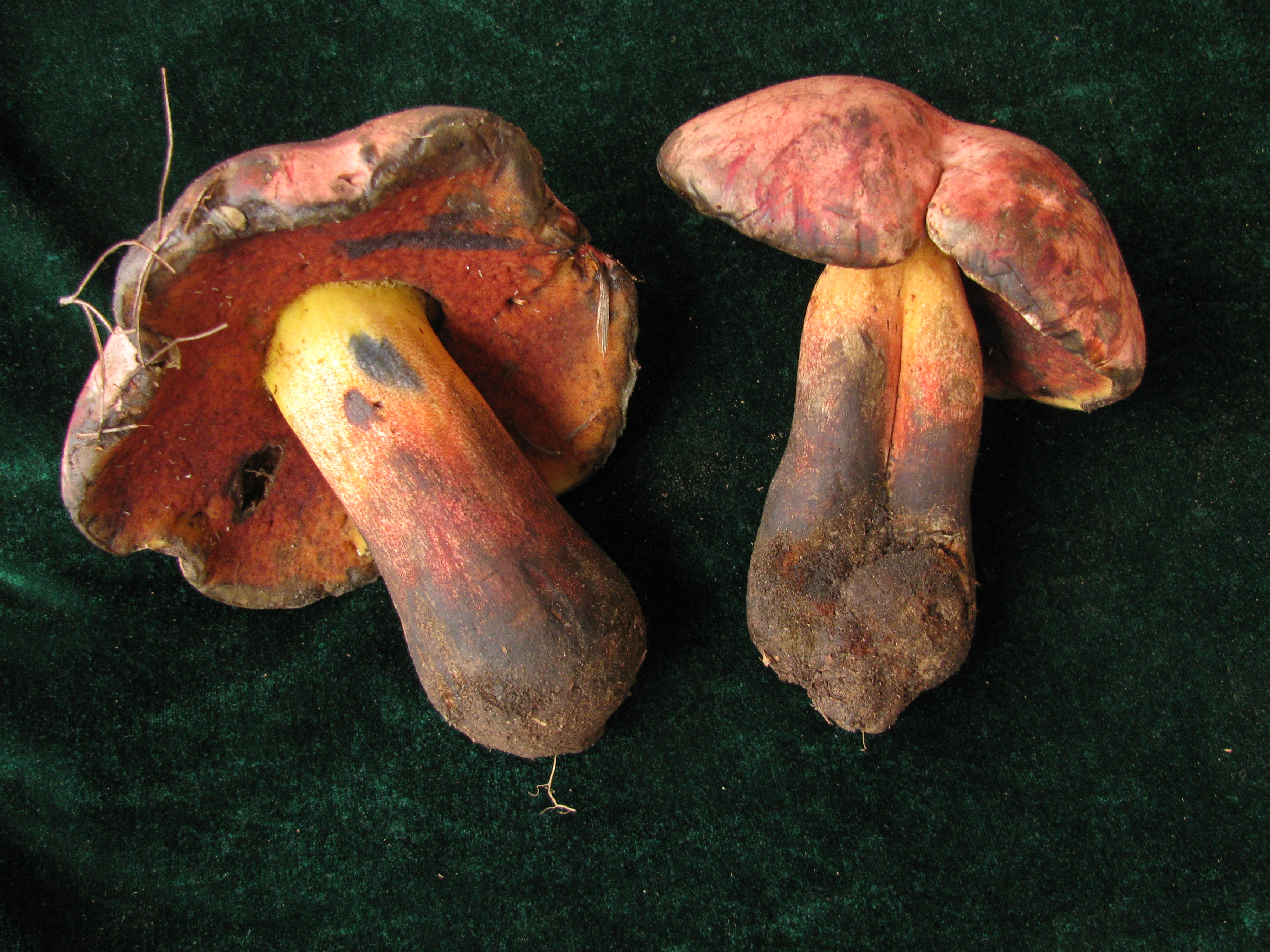
hřib Quéletův